# Varxan
Varxan är en ort i Azerbajdzjan.   Den ligger i distriktet Saatlı Rayonu, i den centrala delen av landet, 150 km väster om huvudstaden Baku. Antalet invånare är 2 023.
Terrängen runt Varxan är mycket platt. Runt Varxan är det ganska tätbefolkat, med 72 invånare per kvadratkilometer.. Närmaste större samhälle är Saatlı, 12,9 km nordost om Varxan. 
Trakten runt Varxan består till största delen av jordbruksmark.